# Nikkatsu
Ніккацу, або Корпорація Ніккацу (яп. 日活株式会社, Ніккацу кабусікі-ґайся, міжнародна назва — Nikkatsu Corporation) — японська компанія, що працює в індустрії розваг. Є найстарішою кінокомпанією країни, відома своїми фільмами і телепередачами. Назва Nikkatsu об'єднує слова (за Гепберном) Nippon Katsudō Shashin, буквально — Японські Кінофільми.

## Історія

### 1912—1950 роки: Зародження традицій
Компанія Ніккацу утворилася 10 вересня 1912 року в Токіо шляхом злиття декількох дрібних студій. З перших днів заснування там працює кінорежисер Сьодзо Макіно, якого вважають засновником японського кінематографу. Через декілька років до нього приєднується його син Масахіро Макіно. Обидва постановники надзвичайно успішні в зйомках стрічок у стилістиці дзідайґекі — національної історичної драми. У 1910-роках на студії були зняті перші фільми в стилі «сучасної драми» (сінґекі) за участю акторів Сімпа (буквально: «нова школа»; форма драми з сучасним сюжетом), включаючи і оннаґата, драматургів і режисерів. Від самого свого заснування Ніккацу мала філію в Кіото, що спеціалізувалася на «історичній драмі», і в Токіо — на «сучасній драмі».
У 1920 році як актор на студію приходить Кендзі Мідзоґуті, який вже через три роки стає самостійним режисером і знімає для Ніккацу більше 50 успішних стрічок, майже усі з яких сьогодні втрачені. Після Великого кантоського землетрусу у 1923 році компанія переїжджає до Кіото. У 1927 році там починає працювати ще один режисер, що став пізніше лідером національного кіно, — Тому Учіда, що пройшов творчий шлях від легких комедій до гострих соціальних і філософських фільмів. На початок 1940-х років студія щорічно випускала сотні фільмів. На початку Другої світової війни уряд Японії, розуміючи значення кінематографу в питаннях ідеології і підйому патріотичного духу, в адміністративному порядку об'єднує 10 існуючих у країні студій у три. Ніккацу в штучному партнерстві з Shinkō Kinema і Daito дістається не найвигідніша роль дистриб'ютора. Зйомки фільмів призупиняються. Мідзоґуті покидає студію, Утіда також розриває контракт і від'їжджає в Маньчжурію (звідки пізніше іммігрує до Китаю), Макіно знімає тільки дозволені пропагандистські стрічки на історичні сюжети. Економічна, політична ситуація 1940-х років, окупація країни зумовили стагнацію національного кінематографу в цей період.

### 1951—1970 роки: «Золота ера»
У 1951 році в компанію приходить новий президент — Кюсаку Хорі. Післявоєнна кіноіндустрія швидко розширюється, і вже в тому ж 1951 році, розпочато будівництво нової виробничої студії. При Хорі, як прийнято вважати, Ніккацу переживала свою «золоту добу». Багато в чому її забезпечили молоді режисери, що прийшли в компанію і які працювали раніше в інших студіях на других ролях: Сьохей Імамура і Сейдзюн Судзукі. Перший пропрацював на студії з 1954 по 1961 рік; другий прийшов на студію у 1955 році і пропрацював там до 1967 року, знявши рівно 40 картин. Він став для Ніккацу одним з родоначальників Мукокусекі акусьон (яп. 無国籍アクション, безмежна дія, безмежний екшн) — піджанру гангстерського кіно, що відбиває нову японську індивідуальну свідомість і відхід від багатовікового традиціоналізму. Країна після багаторічної окупації ставала вільною, що режисери відображали у своїх стрічках. При цьому вони абсолютно легко використали досвід пригодницького кіно США, що був практично єдиною доступною розвагою упродовж останніх декількох років. При цьому продукцію Ніккацу, на думку її творців, відрізняли людяність, свіжість і оригінальність нових героїв і помірний зміст кримінальних персонажів і ситуацій. Навпаки, головний в ті роки конкурент компанії — студія Тоеі створювали стрічки про справжніх якудза, їхній етнос. Відповідно аудиторія була різна: глядачі Тоеі віддавали перевагу стрічкам про якудза, глядачі Ніккацу — драматургію. Кращими стрічками цього періоду у Сьохея Імамури стали «Свині і броненосці» (1961), «Жінка-комаха» (1963), «Порнографи: Введення в антропологію» (1966). Головними роботами Сейдзюна Судзукі в піджанрі — «Молодість звіра» (1963 рік), «Токійський блукач» (1966) і «Народжений вбивати» (1967). Остання зі вказаних робіт президентом Кюсаку Хорі була оголошена незрозумілою глядачеві. Контракт з Судзукі булдо розірвано. Судова тяжба між режисером і студією розтягнулася на багато років, і формально завершилася перемогою кінематографіста.
З провідних акторів і акторок «золотої ери» Ніккацу необхідно назвати Тецуа Ватарі, Акіру Кобаяіи, Дзьо Шішідо, Юдзіро Ішіхару, Меіко Каї.

### 1971—1990 роки: Roman Porno
З середини 1960-х років визначилася загальносвітова тенденція: телебачення завойовує аудиторію кінотеатрів. Протистояти цьому вони можуть лише продукцією, яка через цензурні, вікові або моральні обмеження не доступна ефірним каналам. Для Японії дуже успішною виявилася заборонена раніше тема еротики і навіть порно, надмірний натуралізм бойових сутичок, БДСМ. Ніккацу не могла залишитися в стороні від прибуткового бізнесу. Першим її фільмом у новому жанрі став «Роман опівдні» (団地妻　昼下がりの情事 / 団地妻　昼下りの情事, 1971) режисера Шоґоро Нішімури, який мав великий успіх і став основою ще 20 сиквелів. Він же, власне, дав назву піджанру — Roman Porno (це термін вживався для таких стрічок, зроблених на Ніккацу; продукція студії Тоеі називалася Pinky Violence, явище ж в цілому — Pinku eiga). Скоро Ніккацу стала домінувати на вказаному ринку: по-перше, інвестиції в кожен проект помітно перевищували вкладення конкурентів, що значно підвищувало їхню якість; по-друге, компанія володіла цілою мережею власних кінотеатрів. Проте, президент Кюсаку Хорі і кілька режисерів не змогли погодитися з прийнятим творчим курсом компанії і покинули її. Їхні місця зайняли нові постановники: Масару Канума, Тюсеі Соне та інші. Лідером же цього напряму в Ніккацу був режисер Тацумі Кумашіро з фільмами «Ітідзе Саюрі: Волога похіть» (条さゆり　濡れた欲情, Ichijo's Wet Lust, 1972) і «Жінка з рудим волоссям» (赫い髪の女, Woman with Red Hair, 1979).
З появою домашнього відео відвідуваність кінотеатрів впала до мінімуму. У 1993 році Ніккацу вимушена була оголосити про своє банкрутство.

### Теперішній час
У 2005 році компанія була продана Index Holdings. У 2010 році Ніккацу була відроджена як студія з випуску малобюджетних фільмів жахів, фантастики і фентезі, що призначаються для міжнародної аудиторії. Проект був названий Sushi Typhoon.